# Zecchino d'Oro 1962
Il quarto Zecchino d'Oro si è svolto a Bologna dal 6 all'8 aprile 1962.
È stato presentato da Mago Zurlì, interpretato da Cino Tortorella.
Da questa edizione fino alla prima del 1976 la rassegna viene tenuta in primavera.
Curiosa, ma con un finale triste, è la storia di Raymond Debono. Da Malta doveva arrivare John Sultana, tuttavia nella corrispondenza tra l'Antoniano e Malta nacque un po' di confusione, poiché le comunicazioni dell'Antoniano avvenivano in un inglese non proprio corretto così come d'altra parte era l'italiano di quelle di Malta. Alla fine all'Antoniano assieme a John arrivò anche Raymond Debono. I responsabili dell'Antoniano discussero a lungo per decidere cosa fare di Raymond pensando dapprima di assegnargli una piccola parte in La stella di latta. Un'altra canzone, La giacca rotta, era stata assegnata inizialmente a Salvatore Cocciolo di Brindisi che non poté partecipare a causa dell'influenza e Mariele Ventre decise di assegnarla a Raymond, il quale vinse con essa lo Zecchino d'Oro. Quando Raymond tornò a Malta fu accolto come un eroe nazionale. Morì nel 1994, logorato dalla tossicodipendenza.
Come prova della sempre più crescente popolarità dello Zecchino d'oro, il numero di testi inviati alla commissione selezionatrice sale a 216, coincidentemente lo stesso numero di quelle del Festival di Sanremo dello stesso anno.
Andrea Nicolai, nel 1993, è stato ospite nella trasmissione televisiva "44 Gatti", condotta da Rita Dalla Chiesa. Raymond Debono ha cantato tre canzoni (due con il quartetto formato da lui, Marco Civolani, Lorenzo Bedogni e Antonio Canino).
In questa edizione si vede il primo scorcio di coro: il quartetto formato da Antonio Canino, Lorenzo Bedogni, Marco Civolani e Raymond Debono che canta Vola non Vola e La stella di latta accompagnando il solista Giuseppe Marica. Raymond Debono, inoltre, canta come solista La giacca rotta.
Vola... non vola è stato cantato da 8 tra bambini e bambine, numero più alto di interpreti per un singolo brano nella storia dello Zecchino d'Oro.

## Brani in gara
- Bimbi in pigiama (Testo: Laura Zanin/Musica: Arturo Casadei) - Maria Novella Galantini
- Chiccolino di caffè (Testo: Tony Martucci/Musica: Pier Emilio Bassi) - Giuliano Amendola
- Fammi crescere i denti davanti (Testo: Giuseppe Pittari/Musica: Aldo Rossi) - Andrea Nicolai
- Getto la palla (Testo: Gian Luigi Callegari/Musica: Gian Luigi Callegari) - Daniela Fava
- Il cavallino del west (Testo: Johnny Cassar/Musica: Johnny Cassar) - Paolo Olmi
- La giacca rotta (Testo: Paola Pitagora/Musica: Mario Pagano) - Raymond Debono (Malta)
- La stella di latta (Testo: Luciano Beretta/Musica: Enzo Di Paola, Renzo Rullini) - Lorenzo Bedogni, Antonio Canino, Marco Civolani, Raymond Debono e Giuseppe Marica
- L'aquilone (Testo: Augusto Quieto/Musica: Sandro Tuminelli) - Rossella Ambrosiani
- Luna Park (Testo: Augusto Quieto/Musica: Aldo Rossi) - John Sultana (Malta)
- Mille orsacchiotti (Testo: Viglietti Bonomi/Musica: Alearco Ambrosi) - Cinzia Baltacci
- Un corsaro piccolissimo (Testo: Andrea Cason/Musica: Walter Borghini) - Luciano Chiccoli
- Vola, non vola (Testo: Augusto Castellani/Musica: Edgardo Latini) - Lorenzo Bedogni, Loris Callegari, Antonio Canino, Marco Civolani, Raymond Debono, Anna Maria Meo, Sandra Pavan e Mariangela Silva